# Maria Josefa Alhama y Valera
Maria Josefa Alhama y Valera, en religion Speranza de Jésus, née à Santomera en Espagne le 29 septembre 1893 et morte à Collevalenza (Todi) en Italie le 8 février 1983, était une religieuse et mystique espagnole, fondatrice des Servantes de l'Amour miséricordieux et des Fils de l'Amour miséricordieux. 
Vénérée comme bienheureuse par l'Église catholique, elle est commémorée le 8 février selon le Martyrologe romain.

## Biographie

### Débuts de vie religieuse
Maria Josefa Alhama y Valera est née le 29 septembre 1893 à Santomera, au sein d'une famille d'agriculteurs. Elle grandit dans la pauvreté mais son intelligence, qui la démarque, lui permet d'être prise en charge par le curé de sa paroisse, qui la formera sommairement jusqu'à ses 21 ans. 
En 1914, elle entre chez les Filles du Calvaire, parmi lesquelles elle fera sa profession religieuse deux ans plus tard, sous le nom de sœur Speranza de Jésus. Cet ordre religieux, composé de seulement quelques religieuses âgées, fut rattaché en 1921 aux missionnaires clarétines, elles aussi dédiées à l'éducation. Pendant neuf ans, sœur Speranza occupera diverses tâches, comme sacristine, portière ou encore assistante des enfants. C'est au cours de ces années que les phénomènes extraordinaires qui se produisent autour de sa personne attirent l'attention des autres religieuses.
À 12 ans, déjà elle aurait eu une vision de sainte Thérèse de Lisieux lui demandant de propager la dévotion à l'Amour miséricordieux. Dans les années 1920, elle collabora avec le dominicain Juan González Arintero à la propagation de cette dévotion, mais garda l'anonymat dans chacun de ses écrits. Étant le sujet de discordes entre les sœurs de sa communauté, sœur Speranza fut envoyée au couvent de Madrid. Là, elle connut de graves problèmes de santé qui l'amenèrent plusieurs fois aux portes de la mort.

### Fondations
En 1930, elle quitta sa congrégation et se mit au service des pauvres dans des œuvres de charité. À Noël de cette même année, elle lança la fondation des Servantes de l'Amour miséricordieux, regroupant quelques jeunes femmes désireuses de partager sa spiritualité. En ce début du XXe siècle, la plupart des chrétiens ont l'image d'un Dieu intransigeant, d'un juge que l'on redoute. Mère Speranza et ses compagnes veulent rétablir l'image d'un Père qui oublie les fautes des hommes, leur pardonne tout et les aime plus que tout : c'est l'amour miséricordieux. Les nombreuses œuvres de charité qu'elles mènent auprès des personnes en difficultés se veulent être un miroir de ce qu'est l'amour de Dieu pour les hommes.
Les débuts de la congrégation sont cependant marqués par une grande pauvreté. Les sœurs vivent dans une seule pièce, dorment sur de la paille et des livres font office d'oreiller. Pourtant, plusieurs jeunes femmes les rejoignent et grâce à des bienfaiteurs, un premier collège ouvre à Madrid dès 1931, puis de nombreux couvents seront fondés en Espagne. En 1935, les Servantes de l'Amour miséricordieux sont reconnues comme une congrégation de droit diocésain par l'évêque de Vitoria. En 1936, Mère Speranza part à Rome pour se mettre à l'abri des persécutions menées contre le clergé lors de la guerre civile espagnole, et y fondera là aussi un couvent dans l'une des zones les plus pauvres de la capitale italienne.
Calomniée par différents évêques et prêtres espagnols, Mère Speranza est convoquée par le Saint-Office en 1940, et doit répondre aux doutes que l'on émet sur sa spiritualité de l'Amour miséricordieux, sur sa conduite et sur l'authenticité des phénomènes mystiques qu'on lui prête. L'année suivante, la congrégation est placée sous la direction directe du Saint-Office. Mère Speranza conserve son titre de supérieure générale, mais toutes les responsabilités sont en réalité confiées à la vicaire générale. Mère Speranza fut alors destinée au couvent de Rome, où elle fut une sœur comme toutes les autres.
Elle ne réclamera pas justice et ne critiquera pas les autorités ecclésiastiques. L'un de ses collaborateurs dira même : « Parmi toutes les personnes que j'ai entendues, c'est Mère Speranza qui parle le mieux du Saint-Office, alors qu'il est à l'origine de sa mise à l'écart ».
Pendant la Seconde Guerre mondiale, elle accueille dans son couvent des réfugiés politiques, des soldats, des juifs et de nombreux enfants pauvres et abandonnés. Elle ouvrira également un modeste dispensaire pour les personnes ayant tout perdu, notamment lors des bombardements. En 1951, à la suite d'une vision, elle fonde une branche masculine, les Fils de l'Amour miséricordieux, destinés à se mettre au service des prêtres diocésains.

### À Collevalenza

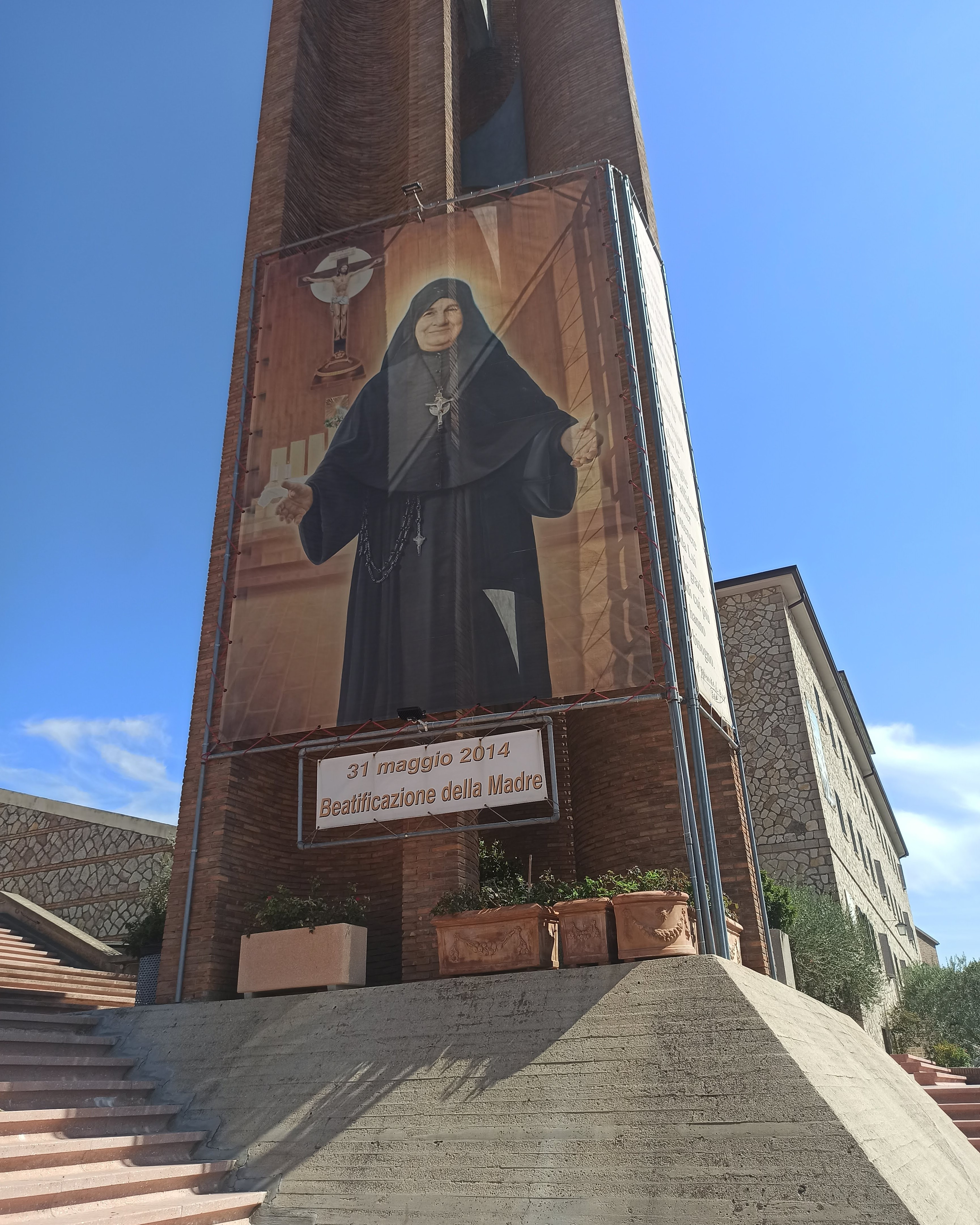
Portrait de Mère Speranza sur le campanile du sanctuaire de Collevalenza

Toujours en 1951, elle s'installa à Collevalenza, en Ombrie, où elle implanta un couvent féminin et un autre masculin. Au chapitre général de 1952, Mère Speranza fut élue supérieure générale, charge qu'elle exercera jusqu'en 1976, date à laquelle elle fut nommée Mère générale ad honorem. Quasiment jusqu'à sa mort elle développa ses congrégations et organisa la diffusion de la dévotion à l'Amour miséricordieux. Sur une demande du Christ, Mère Speranza lança la construction d'un imposant sanctuaire à Collevalenza, qui débuta en 1953. Il fut consacré en 1962 par le cardinal Alfredo Ottaviani.
Des piscines, comme celles de Lourdes, ont été construites à l'emplacement d'une source miraculeuse qu'aurait indiquée le Christ à Mère Speranza. Depuis, de nombreux pèlerins viennent y chercher une guérison physique ou spirituelle.
Malgré sa vie mystique, qui fut relativement discrète en dehors des murs du couvent, Mère Speranza s'adonne elle-même aux œuvres de charité et n'hésite pas à réaliser les tâches les plus modestes dans la communauté, comme n'importe quelle sœur. Jouissant d'une grande réputation de sainteté, elle reçoit près d'une centaine de personnes par jour, venues chercher des conseils, des prières, des mots de consolation.
Le 22 novembre 1981, le pape Jean-Paul II se rend à Collevalenza, où il bénit Mère Speranza, célèbre une messe et élève le sanctuaire au rang de basilique mineure. Déjà en 1970, alors archevêque de Cracovie, le cardinal Wojtyla était entré en contact avec Mère Speranza pour qu'elle le conseille dans la diffusion des messages reçus par Faustine Kowalska, qui ne faisait à l'époque pas l'unanimité au sein du clergé. La visite du pape à Mère Speranza survient un an après la publication de son encyclique Dives in misericordia.

### Vie mystique
Mère Speranza est connue pour sa vie mystique, notamment par les révélations qu'elle aurait reçues du Christ, spécialement sur la miséricorde. On signala également un grand nombre d'extases et plusieurs faits de bilocation. Se qualifiant elle-même de "paratonnerre des âmes", elle aurait subi des attaques du démon et aurait participé physiquement à la Passion du Christ, notamment par l'apparition des stigmates. Une sœur témoigne qu'une nuit, Mère Speranza fut frappée jusqu'au sang par le diable parce qu'elle était parvenue à sauver la vocation d'une religieuse qui souhaitait partir.
Les linges imbibés de sang sont toujours conservés à Collevalenza. Sa participation à la Passion du Christ les vendredis ne fut suivie que par ses confesseurs et des médecins, tandis que ses extases étaient plus fréquentes. Elles pouvaient avoir lieu lors de la messe ou lors de tâches quotidiennes. Certains l'ont qualifiée "d'âme jumelle de Padre Pio". Mère Speranza et le saint capucin se seraient d'ailleurs rencontrés à plusieurs reprises en bilocation.
Parmi la quantité de faits étranges relevés dans la vie de Mère Speranza, il y a notamment l'animation pendant quelques instants d'une statue de l'Enfant Jésus lors d'une nuit de Noël au cours d'une messe publique. Il y a aussi le paiement miraculeux des ouvriers du sanctuaire. L'argent manquait et on ne savait comment les payer, et c'est alors qu'un matin, environ 40 millions de lires anciens furent trouvés dans une boîte en carton devant le couvent, et qui contenait au centime près la somme manquante. De plus, lorsque le pain ou la soupe manquait au dispensaire de charité, plusieurs fois on vit la nourriture se multiplier sans explications rationnelles,.

## Béatification

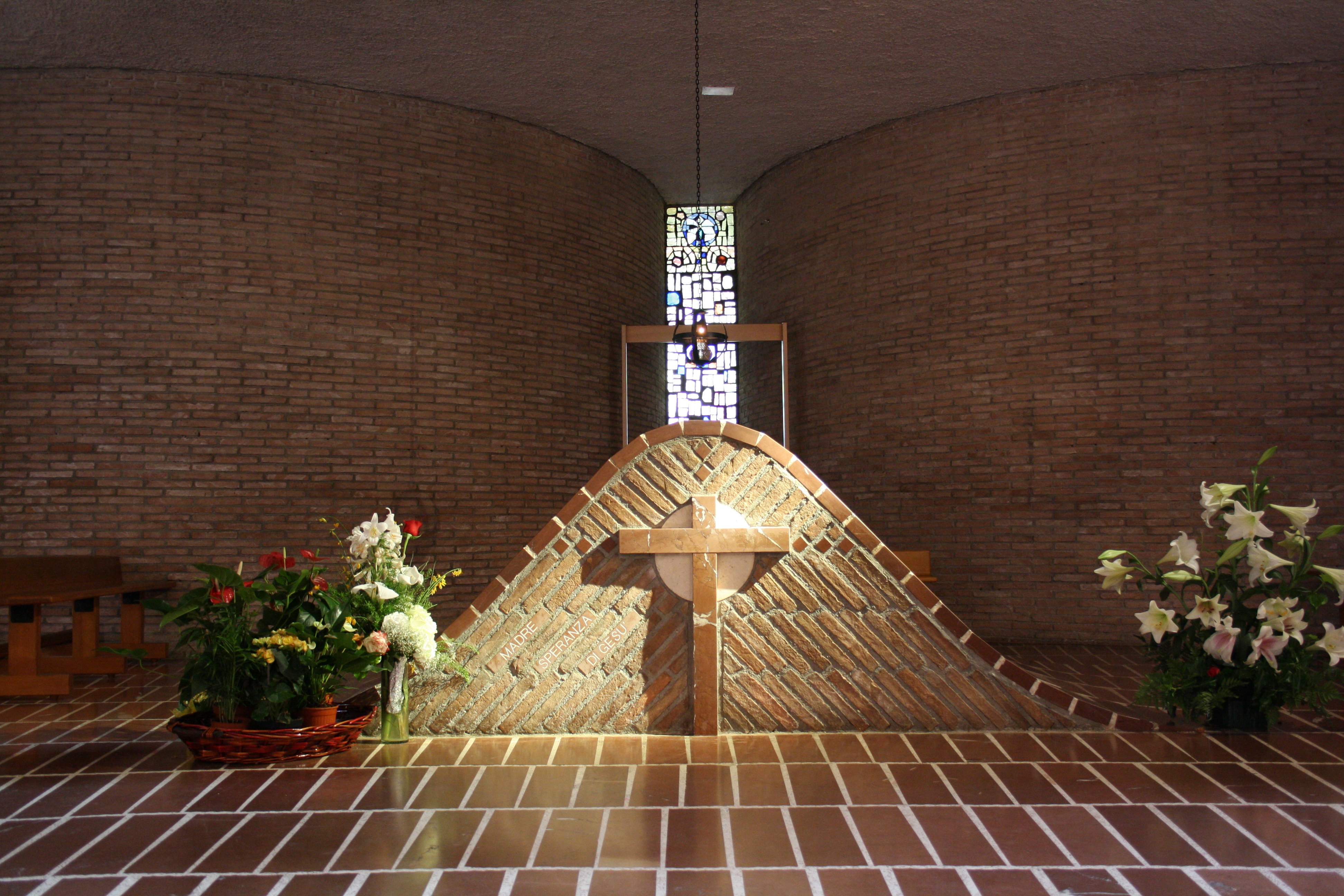
Tombe de Mère Speranza de Jésus dans le sanctuaire de Collevalenza.

La cause pour sa béatification et canonisation a été ouverte à la phase diocésaine le 24 avril 1988 et s'est terminée le 11 février 1990.
La cause a ensuite été examinée par la Congrégation pour les causes des saints. Ses vertus ayant été reconnues héroïques, elle a été déclarée vénérable le 23 avril 2002 par le pape Jean-Paul II.
Le 5 juillet 2013, le pape François a autorisé la Congrégation pour les causes des saints à promulguer le décret reconnaissant un miracle attribué à l'intercession de la vénérable Maria Esperanza de Jésus. 
La célébration de béatification eut lieu au sanctuaire de Collevalenza le 31 mai 2014, présidée par le cardinal Angelo Amato au nom de François. Sa fête est fixée au 8 février.